# Nicola Fratoianni
Nicola Fratoianni (ur. 4 października 1972 w Pizie) – włoski polityk, działacz partyjny, parlamentarzysta, lider partii Sinistra Italiana.

## Życiorys
Absolwent filozofii. Zaangażował się w działalność polityczną w ramach Odrodzenia Komunistycznego. Był etatowym działaczem partyjnym, w latach 2002–2004 kierował jej organizacją młodzieżową. W 2009 przeszedł do Ruchu na rzecz Lewicy, z którym współtworzył formację Lewica, Ekologia, Wolność (SEL). W 2010 został członkiem rządu regionalnego Apulii, Nichi Vendola powierzył mu w nim funkcję asesora do spraw młodzieży, obywatelstwa i programu politycznego.
W wyborach w 2013 uzyskał mandat posła do Izby Deputowanych XVII kadencji. W 2014 powołany na koordynatora krajowego SEL, czasowo kierował też jej frakcją poselską. W lutym 2017 został pierwszym liderem nowo powołanej formacji Sinistra Italiana. W 2018 i 2022 był ponownie wybierany do niższej izby włoskiego parlamentu.
W czerwcu 2019 zrezygnował z kierowania SI; przyczyną rezygnacji była porażka współtworzonej przez tę partię koalicji w eurowyborach. Na funkcję sekretarza SI powrócił w 2021.